# Shon the Piper
Pour plus de détails, voir Fiche technique et Distribution.
Shon the Piper est un film muet américain réalisé par Otis Turner et sorti en 1913.

## Synopsis
Un duc écossais, Shon, a refusé de se marier avec une femme qui n'en voulait qu'à son argent. Il gagne les montagnes d'Écosse où il fait la rencontre de Madge McIvor...

## Fiche technique
- Réalisation : Otis Turner
- Chef opérateur : William C. Foster
- Production : Otis Turner
- Pays d’origine :  États-Unis
- Langue originale : Film muet
- Format : noir et blanc — 35 mm — 1,33:1 — muet
- Durée : 30 minutes
- Date de sortie : États-Unis : 30 septembre 1913

## Distribution
- Robert Z. Leonard : Shon the Piper
- Joseph Singleton
- John Burton : Tam McIvor
- Margarita Fischer : Madge Mc Ivor/Madge des collines
- Lon Chaney